# Бродаль, Трюгве
Трюгве Бродаль (норв. Trygve Brodahl; 20 августа 1905 года, Хёнефосс — 11 апреля 1996 года, Хёнефосс) — норвежский лыжник, трёхкратный призёр чемпионатов мира. Брат лыжника Сверре Бродаля.

## Карьера
На Олимпийских играх 1936 года в Гармиш-Партенкирхене выступал в гонке на 50 км и занял в ней 11-е место, более 20-ти минут проиграв победителю.
Принимал участие в трёх чемпионатах мира, на которых завоевал две серебряные и одну бронзовую медали. На чемпионате мира 1930 года стал вторым в гонке на 17 км, а на чемпионате мира 1935 года завоевал серебро в эстафете и бронзу в гонке на 50 км.
В 1939 году победил в гонке на 18 км на Хольменколленском лыжном фестивале.
Вёл уединённый образ жизни, за что носил прозвище «Лесной тролль», в гражданской жизни занимался производством оборудования для сауны, в частности водонагревательных котлов, имел несколько изобретений в этой области. 